# Grimmia nepalensis
Grimmia nepalensis är en bladmossart som beskrevs av Mitten 1859. Grimmia nepalensis ingår i släktet grimmior, och familjen Grimmiaceae. Inga underarter finns listade i Catalogue of Life.